# Pölitz
Pölitz ist eine Gemeinde im Kreis Stormarn in Schleswig-Holstein.

## Geographie

### Geographische Lage
Die Gemeinde Pölitz liegt südlich von Bad Oldesloe im südöstlichen Teil des Naturraums Ostholsteinisches Hügel- und Seenland (Haupteinheit Nr. 702). Der Fluss Barnitz bildet die Gemeindegrenze nach Osten und Nordosten hin ab.

### Ortsteile
Die Gemeinde Pölitz umfasst eine Vielzahl von  in der amtlichen Statistik als Wohnplätze benannte Ortsteile. Neben dem namenstiftenden Dorf, liegen auch das weitere Dorf Schwienköben, die Gutssiedlungen Herrenhof, Hohenholz, Krummbek (teilweise) und Schulenburg, die Häusergruppen Kretholz, Ohldörp, Pölitzfeld, Schmachthagen und Schulenburgfeld im Gemeindegebiet.

### Nachbargemeinden
Pölitz wird umschlossen von den Gebieten der Gemeinden:

## Geschichte
Pölitz war seit 1472 ein Lübsches Stadtstiftsdorf und mit seinen dreizehn Voll-, fünf Halb-, sieben Viertelhufen und elf Katen das größte Dorf im Besitz des Lübecker Heiligen-Geist-Hospitals.
Um 1900 gab es hier drei Ziegeleien, die den lehmhaltigen Boden nutzten.
Nachdem das alte Schulgebäude zu klein geworden war, wurde 1962 ein Schulneubau errichtet, der bereits 1973 durch den Anschluss an die Dörfergemeinschaftsschule in Bad Oldesloe überflüssig wurde und seitdem als Gemeindezentrum dient.
Am 1. Januar 1976 wurde die Gemeinde Schulenburg mit ihren Ortsteilen Hohenholz (Gut), Schmachthagen und Schwienköben eingemeindet.
Hohenholz
Hohenholz gehörte ursprünglich als Meierhof zum Gut Schulenburg. Im Jahre 1803 wurde es von diesem abgetrennt und selbst zum Adligen Gut erhoben. Nach der Annexion Schleswig-Holsteins durch Preußen 1867 und Einführung der preußischen Kommunalverfassung 1889 kam der Gutsbezirk Hohenholz zum Amtsbezirk Krummbek. Bei der Auflösung der Gutsbezirke 1928 wurde Hohenholz mit dem Gutsbezirk Schulenburg und der Gemeinde Schmachthagen zur neuen Landgemeinde Schulenburg vereinigt. Hohenholz hatte damals 45 Einwohner.
Schmachthagen
Schmachthagen war mit dem Ortsteil Schwienköben das dienstpflichtige Bauerndorf des adligen Gutes Schulenburg. Als der Gutsbezirk Schulenburg und der davon 1803 abgetrennte Gutsbezirk Hohenholz 1928 ihre kommunalpolitische Eigenständigkeit verloren, wurde aus ihnen und der Gemeinde Schmachthagen (mit Schwienköben) die Gemeinde Schulenburg gebildet. Im Jahre 1925 hatte Schmachthagen 247 Einwohner.
Schulenburg
Auf dem Gebiet des adligen Gutes Schulenburg stand noch im 15. Jahrhundert ein Bauerndorf mit Namen Schulendorf. Gutsuntertan waren die Dörfer Schmachthagen und Schwienköben. Es gehörte bis in die frühe Neuzeit zum Gut Altfresenburg und wurde spätestens Anfang des 17. Jahrhunderts davon getrennt. Etwa 1550 gelangte es in den Besitz der Familie von Ahlefeldt, 1641 an die Familie von Plessen. Im Jahr 1738 erwarb es Freiherr von Pechlin, holsteinischer Diplomat am Hof von St. Petersburg, der es aber bereits 1763 an den General Nikolaus von Luckner verkaufte. Im Jahre 1803 teilte dessen Sohn die Meierhöfe Hohenholz und Krummbek vom Gut ab und verkaufte sie als eigenständige adlige Güter. Dadurch verkleinerte sich das Gutsareal von ca. 600 auf 220 Hektar. Das 1912 errichtete Herrenhaus wurde 1968 verkauft und dient heute als Pflegeheim, das Rittergut gehört noch den Grafen Luckner.
Als die Gutsbezirke Schulenburg und Hohenholz 1928 ihre kommunalpolitische Eigenständigkeit verloren, gingen sie zusammen mit der Gemeinde Schmachthagen (mit Schwienköben) in der neu geschaffenen Gemeinde Schulenburg auf. Nachdem die im Ortsteil Schmachthagen gelegene Schule noch 1961 um eine zweite Klasse erweitert und umfassend renoviert worden war, erfolgte 1973 der Anschluss an die Dörfergemeinschaftsschule in Bad Oldesloe. Seitdem dient das Schulgebäude kulturellen Zwecken.
Am 1. Januar 1976 wurde Schulenburg nach Pölitz eingemeindet.
Schwienköben
Schwienköben gehörte ursprünglich gemeinsam mit Schmachthagen als gutsuntertanes Bauerndorf dem Gut Schulenburg und ging 1928 als Ortsteil der Gemeinde Schmachthagen mit den Gütern Hohenholz und Schulenburg in der neu geschaffenen Gemeinde Schulenburg auf.

## Politik

### Gemeindevertretung
Bei der Kommunalwahl am 14. Mai 2023 wurden insgesamt elf Sitze vergeben. Von diesen erhielt die CDU sieben Sitze und die SPD vier Sitze.

### Bürgermeister
Bürgermeister ist Martin Beck (CDU).

### Wappen
Blasonierung: „Durch einen silbernen Wellenbalken von Blau und Rot geteilt. Oben vier goldene Weizenähren, unten eine silberne Urne.“

## Kultur und Sehenswürdigkeiten
Die Granitquaderbrücke über die Barnitz (Lage) ist das einzige in der Denkmalliste des Landes Schleswig-Holstein eingetragene Kulturdenkmal in Pölitz.

## Persönlichkeiten
- Der Lehrer und Biologe Friedrich Junge (1832–1905) wurde in Pölitz geboren.